# Erika Woisin
Erika Woisin (* 22. Oktober 1929 in Selmsdorf, Mecklenburg; † 16. Dezember 2018 in Hamburg) war eine Hamburger Politikerin der Sozialdemokratischen Partei Deutschlands (SPD).

## Leben und Politik
Woisin machte im Anschluss an die Volksschule von 1945 bis 1948 eine Ausbildung zur Schneiderin in Lübeck. Durch Heirat kam sie nach Hamburg. Sie hatte drei Söhne und war lange Zeit Hausfrau. Seit 1992 war sie verwitwet.
Sie war seit 1969 aktiv in der Schulpolitik der SPD tätig. Von 1983 bis 1987 und von 1991 bis 1993 war sie Deputierte in der Schulbehörde.
Mitglied der Hamburgischen Bürgerschaft war sie vom Oktober 1993 bis 2001. 
Ihre Grabstätte befindet sich auf dem Friedhof Ohlsdorf. Dort wurde sie im anonymen Urnenfeld bei Kapelle 2 beigesetzt.

## Weitere Ämter/Mitgliedschaften
Sie arbeitete in verschiedenen Elterngremien, vor allem in Hamburg-Nord. Sie war Mitgründerin des Vereins „Elternverein Hamburg e.V.“, in dem sie lange Jahre Vorsitzende war.
Von 1980 bis 1988 war sie als Jugendschöffin am Jugendgericht tätig.